# در حال‌وهوای عشق
در حال‌وهوای عشق (به چینی: 花樣年華) یک فیلم درام و عاشقانه محصول سال ۲۰۰۰ به نویسندگی، تهیه‌کنندگی و کارگردانی وونگ کار وای است. این فیلم که محصول مشترک سینمای هنگ کنگ و فرانسه است، داستان یک مرد (تونی لیانگ) و یک زن (مگی چانگ) را به تصویر می‌کشد که همسرانشان با هم رابطه نامشروع دارند و … این فیلم، قسمت دوم یک سه‌گانه غیررسمی را در کنار روزهای وحشی بودن (۱۹۹۰) و ۲۰۴۶ (۲۰۰۴) تشکیل می‌دهد.
این فیلم در سال ۲۰۰۰ نامزد نخل طلای کن شد و پس از اولین نمایش در جشنوارۀ فیلم کن در روز ۲۰ مه، با تحسین فراوان منتقدان مواجه شد. تونی لئونگ نیز جایزۀ بهترین بازیگر مرد جشنواره را دریافت کرد (اولین بازیگر چینی که برندۀ این جایزه شد). این فیلم اغلب به‌عنوان یکی از بهترین فیلم‌های تمام دوران و یکی از آثار مهم سینمای آسیا معرفی می‌شود. در نظرسنجی سال ۲۰۱۶ «بی‌بی‌سی»، ۱۷۷ منتقد سینمایی از سراسر جهان، این فیلم را به‌عنوان دومین فیلم برتر قرن بیست و یکم برگزیدند و در نظرسنجی ای که از منتقدان در سال ۲۰۲۲ صورت گرفت، این فیلم در فهرستِ «بزرگ‌ترین فیلم‌های تمام دورانِ» ماهنامۀ فیلمِ انگلیسیِ معتبرِ سایت اند ساوند، رتبۀ پنجم را به خود اختصاص داد و از جایگاه قبلی خود در سال ۲۰۱۲ که رتبۀ بیست و چهارم بود، نوزده پله بالاتر رفت و پنجمین فیلم بزرگ تاریخ سینما شد.

## داستان
هنگ کنگ، سال ۱۹۶۲. زنی جوان که منشی یک شرکت تجاری است، اتاقی را در یک خانه برای خود و شوهرش اجاره می‌کند (شوهر زن بیشتر مواقع در سفر کاری است و در خانه نیست). هم‌زمان مردی روزنامه‌نگار اتاقی را در همان خانه از همسایه کناری برای خود و همسرش اجاره می‌کند (همسر مرد نیز گویا کارمند هتلی‌ست، و بیشتر مواقع در خانه نیست).
آن‌ها در یک روز اسباب‌کشی می‌کنند و گاهی به هم برمی‌خورند. تنهایی‌هایشان کم‌کم آن‌ها را به هم نزدیک می‌کند تا سرانجام، شبی دل به دریا می‌زنند و با هم به یک غذاخوری می‌روند. همان شب است که درمی‌یابند که همسرانشان با هم سر و سری دارند و به آن دو خیانت می‌کنند.
از آن پس آن‌ها نیز به خود اجازه می‌دهند که اوقاتی را با هم بگذرانند اما تنها در آن حد که جای خالی همسرانشان را برای هم پر کنند؛ زن حتی اجازه نمی‌دهد که مرد دستش را بگیرد. مرد می‌خواهد روی فیلم‌نامه‌ای کار کند و از زن می‌خواهد که کمکش کند. زن، دو دل میان ادامه یا قطع ارتباط، عاقبت به او می‌پیوندد؛ به این امید که «ما مثل آن‌ها نمی‌شویم».
آن‌ها بدون هیچ تماس جسمانی، شبانه‌روز بر روی فیلم‌نامه کار می‌کنند و ساعات خوشی را می‌گذرانند؛ ولی نگاه‌های مزاحم، دخالت و حرف مردم باعث می‌شود که دوباره زن از مرد دوری گزیند و چندی میانشان فاصله بیفتد.
شبی، زیر باران در گوشه خلوت یک کوچه، مرد به زن می‌گوید: «فکر می‌کردم ما مثل آن‌ها نمی‌شویم، ولی اشتباه می‌کردم.» او می‌گوید که می‌داند زن، هرگز همسرش را به خاطر او رها نخواهد کرد و می‌گوید که «چون از حرف مردم خسته است»، برای کار در روزنامه‌ای به سنگاپور می‌رود؛ و زن می‌ماند با اتاق‌ها، اشیاء و خاطره‌ها.
سال‌ها بعد، هر دو با امید اندکی به آن اتاق‌ها بازمی‌گردند. اشک در چشمانشان حلقه می‌زند و بغض گلویشان را می‌گیرد. اما با آن که تنها دری میانشان فاصله می‌اندازد، می‌گذرند و همدیگر را نمی‌یابند. مرد حالا رازی دارد که آن را، تنها در حفره‌ای در دل یک دیوار باستانی، نجوا می‌کند.

## بازخوردها
در راتن تومیتوز، این فیلم بر اساس ۱۸۷ نقد، با میانگین امتیاز ۸ از ۱۰، دارای ۹۲ درصد محبوبیت است. در متاکریتیک، فیلم بر اساس ۲۸ نقد منتقد، میانگین وزنی ۸۵ از ۱۰۰ را دارد که نشان‌دهنده «تحسین جهانی» است.

### گیشه
این فیلم در طول اجرای خود در هنگ کنگ، ۸٫۶۶۳٫۲۲۷ دلار هنگ کنگ به دست آورد. در ۲ فوریه ۲۰۰۱، این فیلم در شش سینمای آمریکای شمالی اکران شد و در اولین آخر هفته اکرانش ۱۱۳٫۲۸۰ دلار (۱۸٫۸۸۰ دلار برای هر نمایش) به دست آورد. این شرکت در آمریکای شمالی خود را با ۲٬۷۳۸٬۹۸۰ دلار به پایان رساند. مجموع فروش جهانی باکس آفیس ۱۲٫۸۵۴٫۹۵۳ دلار آمریکا بود.